# Ділленбург
Ділленбург (нім. Dillenburg) — місто в Німеччині, знаходиться в землі Гессен. Підпорядковується адміністративному округу Гіссен. Входить до складу району Лан-Дилль.
Площа — 83,88 км2. Населення становить 23 261 ос. (станом на 31 грудня 2020).